# Пентоне
Пентоне (итал. Pentone) је насеље у Италији у округу Катанцаро, региону Калабрија.
Према процени из 2011. у насељу је живело 1163 становника. Насеље се налази на надморској висини од 644 м.

## Становништво
Према резултатима пописа становништва 2011. у општини је живело 2.215 становника.
| 1931. | 1936. | 1951. | 1961. | 1971. | 1981. | 1991. | 2001. | 2011. |
| ----- | ----- | ----- | ----- | ----- | ----- | ----- | ----- | ----- |
| 2.137 | 2.197 | 2.200 | 2.018 | 1.828 | 2.065 | 2.244 | 2.197 | 2.215 |